# Paracapperia esuriens
Paracapperia esuriens là một loài bướm đêm thuộc họ Pterophoridae. Nó được biết đến ở Ethiopia.